# Lago Plestino

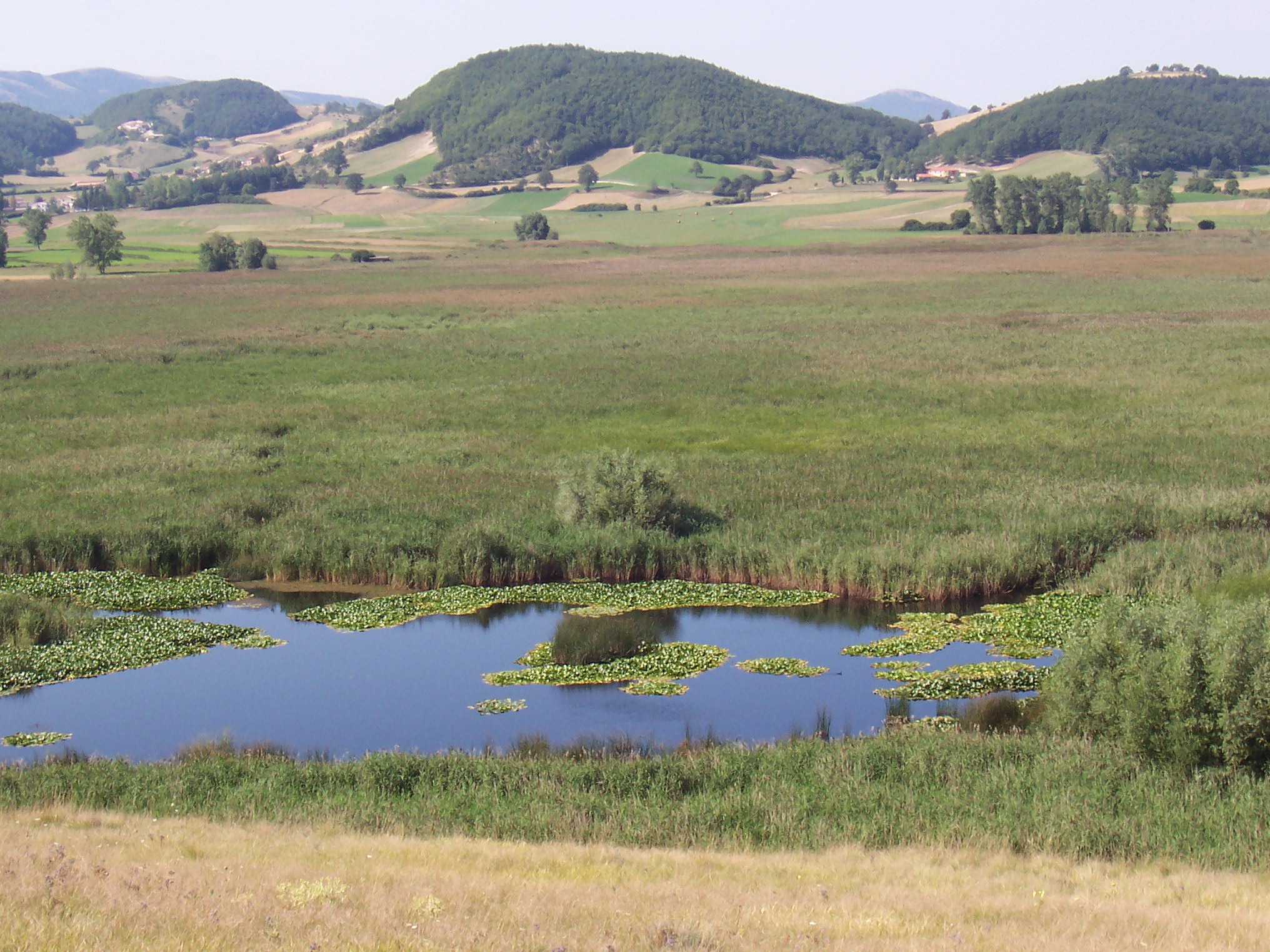
Panorama della palude di Colfiorito, relitto di un lago adiacente al lago plestino, vista dall'altura del Castelliere

Il lago Plestino (in latino Plestinus Lacus) era un lago situato nell'odierna regione delle Marche, al confine con l'Umbria, nelle vicinanze di Serravalle di Chienti e di Colfiorito, frazione del comune di Foligno.

## Origine del nome
Il lago prende il nome dalla vicina città umbra di Plestia, centro principale del popolo umbro dei Plestini. Posta a 99 miglia da Roma, essa scomparve nel X secolo per cause sconosciute.

## Geografia
Il lago si trovava al centro dell'odierno piano del Casone, situato nel comune di Serravalle di Chienti, dove oggi, nonostante le bonifiche, in inverno si formano ancora specchi d'acqua. Esso faceva parte di un insieme di sette laghi, di cui l'unico relitto odierno è la palude di Colfiorito, che costituisce un'area naturale protetta.

## Storia

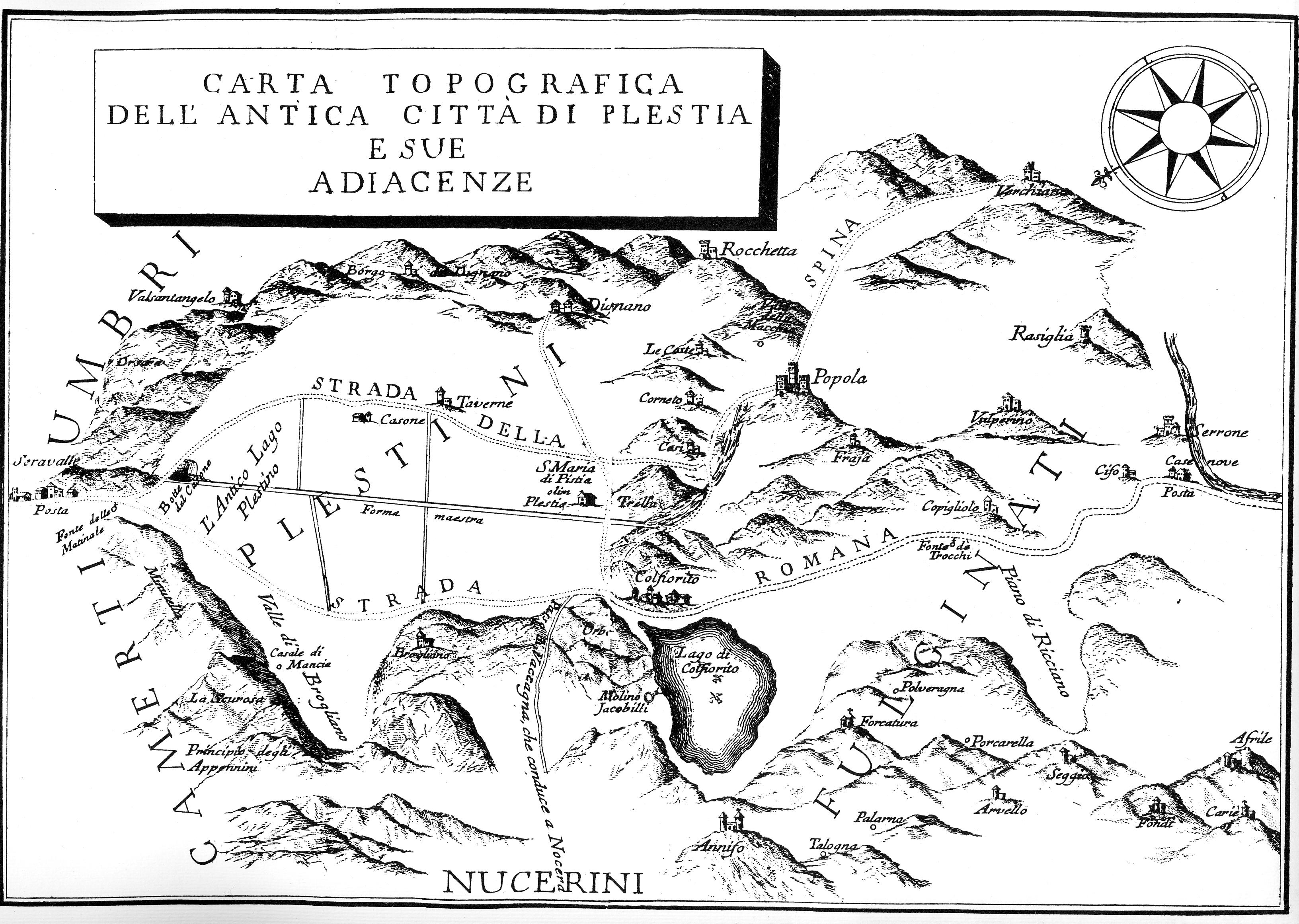
Carta settecentesca dell'altopiano di Colfiorito con il sito del Lago Plestino

Nel 217 a.C., durante la seconda guerra punica, subito dopo la sconfitta romana al Lago Trasimeno, i dintorni del lago Plestino furono teatro di uno scontro di cavalleria fra il propretore romano Gaio Centenio e il generale cartaginese Maarbale.  La forza comandata da Maarbale uccise metà degli uomini di Centenio, e la cavalleria romana superstite fu inseguita fino a una collina, dove alla fine si arrese.
Dopo tentativi di bonifica da parte dei Romani, il lago venne prosciugato da Giulio Cesare Varano nel 1458-64 nel quadro della costruzione di una rete di canali artificiali che si immettevano in un collettore sotterraneo di circa 200 m di lunghezza, detto Botte dei Varano, il quale convogliava le acque degli altopiani di Colfiorito nel fiume Chienti.